# Cave Johnson
Cave Johnson är en fiktiv figur från Valves datorspel Portal 2. Han röstskådespelas av den amerikanske skådespelaren J.K. Simmons, och är delvis skapad av Portal 2:s designer Erik Wolpaw. För tillfället har han enbart framträtt i Portal 2 och den tecknade serien Portal 2: Lab Rat. Cave fungerar i Portal 2 som en guide till spelarfiguren Chell, medan hon utforskar en övergiven del av Aperture Science-anläggningen, men det man hör från honom, både i spelet och serien, är förinspelade meddelanden som i den fiktiva världen spelades in innan Portal-serien utspelade sig.

## Koncept och skapande
Cave Johnson skapades av designern Erik Wolpaw, och röstskådespelas av skådespelaren J.K. Simmons. Han beskrivs som en "excentrisk död miljardär" och "extrovert, entusiatisk och påstridig", och var grundare och VD för Aperture Science. Utöver detta var han en "duschdraperi-visionär". Det var från början planerat att låta Cave vara Portal 2:s huvudperson, och låta spelare spela som honom när han blir fångad i en dator. Den idén blev dock inte av. Senare planerades Cave Johnson som den primära antagonisten, men inte heller detta blev av. Den här idén avslöjades som ett resultat av läckta citat från figuren.
Cave har sedan Portal föreställts som en "industriell sydstatskille", som skulle stå i kontrast till Aperture Sciences "anti-septiska" och "politiskt korrekta" natur. Konceptet för figuren genomgick flera förändringar, men valet av J.K. Simmons som röstskådespelare hjälpte till att fastställa karaktären. Bilder föreställande Cave Johnson syns till i Portal 2, och trots att Valve sökte efter någon att använda som mall, använde de sig till slut av sin chefsanimatör, Bill Fletcher, till Caves ansikte. Jämförelser har gjorts mellan Cave Johnson och Andrew Ryan, den rike industrialisten som skapade den fiktiva undervattensstaden Rapture i spelet Bioshock, men Wolpaw hävdar att de inte hade tänkt på den figuren när de skapade Cave.

## Framträdanden
Cave Johnsons två enda framträdanden än så länge är i Portal 2 och Portal 2: Lab Rat. Hans röstskådespelare, J.K. Simmons, gjorde även rösten för honom i ett antal trailers för Portal 2, inklusive på Pax East-utställningen 2010. Cave framträder inte som sig själv, utan hörs av spelarfiguren Chell när hon tar sig genom övergivna delar av Aperture Science, i form av förinspelade meddelanden som förklarar omgivningen såväl som Apertures bakgrundshistoria. I de här meddelandena, har han ibland sällskap av, eller refererar till, en kvinna vid namn Caroline. Efter hand som Chell tar sig vidare genom området, och hör allt fler meddelanden, börjar meddelandena indicera ett förfall, både i Aperture och Cave själv. Till slut berättar han att han har fått en dödligt sjukdom efter att ha pulveriserat månstenar för att kunna skapa ytor att placera portaler på, och börjar diskutera möjligheten att placera en persons psyke i en dator. Han indicerar att om processen inte kan utföras på honom, ska Caroline få ansvara för Aperture, och ska tvingas till det om det blir nödvändigt.

## Mottagande

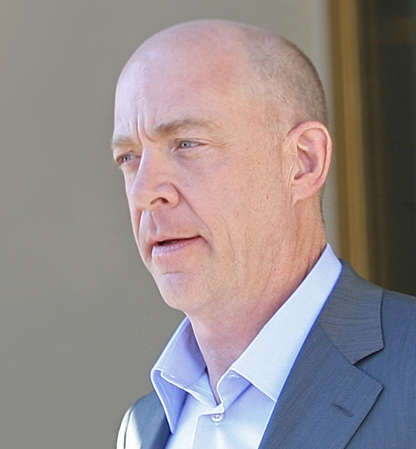
J.K. Simmons fick positiv kritik för sitt framträdande som Cave Johnson.

Steve Watts från 1UP.com jämförde Cave Johnson med industrialisten Howard Hughes. En skribent för Edge skrev att spelets "överraskande dragplåster" var J.K. Simmons som Cave Johnson. Redaktören beskrev honom som en "tvär och sur alfahane som skapade Aperture, och som framträder med klös och livlighet" och att medan det skulle vara svårt att citera honom, var hans repliker "perfekt pitchade och roliga som bara den". PALGN:s Adam Ghiggino skrev att Portal 2:s dialog var rolig, och använde Simmons som ett exempel.  Games Radars Tyler Wilde kallade Cave "bombastisk", och lovordade Simmons för att ha porträtterat honom perfekt. Game Spys Will Tuttle skrev att det är "svårt att inte på något märkligt vis känna sig hedrad över att ta del i några av experimenten som ägt rum under hela hans karriär". Han skrev också att Simmons röst "med skicklighet blandar värdighet och fånighet, och jag fann hans del precis lika bra den andra gången jag spelade genom spelet". Game Pros Will Herring skrev att Valve borde "lovordas" för att ha introducerat figuren. Official Xbox Magazines Jon Hicks beskrev Cave som en "cigarr-tuggande skit-i-kostnaderna-och-speciellt-hälsorestriktionerna".
Andy Robinson från Computer and Video Games beskrev Caves personlighet som "högljudd" och att Simmons "är i toppform". Game Zones Ben PerLee beskrev Cave som "det typiska storpampssnillet/vansinnige mannen, som är envis med sitt sätt, oavsett regeringen och mänskliga rättigheter" och att "hans antydda historia med Glados ger ett fantastiskt fokus för den andra delen". PC Gamers Dan Stapleton skrev att Caves "komiskt sociopatiska synsätt på vetenskap toppas bara av Glados". Han hyllade även Simmons för sin porträttering av Cave, på grund av hans "passande grälsjuka röst". CNN:s Larry Frum hyllade Caves "sarkastiska, bryska attityd" för dess bidrag till spelets dialog.. Lou Kesten från ABC News skrev att Cave var en "minnesvärd" figur, och att Simmons hjälpte med att porträttera vad han tyckte var en av de tre "mest distinktiva figurerna i datorspel", tillsammans med Wheatley och Glados.. The Wall Street Journals Ryan Kuo skrev att Caves "buttra uttalanden är något mer retande än hans syntetiska motsvarigheter", och att "på gott och ont, så är det omöjligt att inte se Simmons framför sig när man väl vet att det är han som gör rösten.".